# Euchlanis perpusilla
Euchlanis perpusilla är en hjuldjursart som beskrevs av De Ridder 1977. Euchlanis perpusilla ingår i släktet Euchlanis och familjen Euchlanidae. Inga underarter finns listade i Catalogue of Life.